# Job (luta profissional)
No jargão do wrestling, um job é uma perda de desempenho em uma luta de luta livre. É derivado do eufemismo "fazer o trabalho", que foi empregado para proteger informações relacionadas ao kayfabe de serem reveladas. O termo pode ser usado de várias maneiras. Quando um lutador é orientado a perder uma partida, é descrito como "um job". O ato em si é descrito com o verbo jobbing, enquanto o ato de orientar (em vez de ser orientado) para fazer o job é chamado de jobbing out. Perder uma partida de maneira justa (ou seja, sem que nenhuma regra do kayfabe seja quebrada) é job cleanly. Os lutadores que rotineiramente (ou exclusivamente) perdem partidas são conhecidos como jobbers. Um jobber regular habilidoso em melhorar as partidas que perde, ao contrário de um novato local medíocre ou de meio período, é chamado de carpenter. Na era pós-kayfabe, o termo assumiu uma conotação negativa, levando ao uso do termo neutro de enhancement talent.